# Johann George Wachs
Johann George Wachs (* 9. Juli 1779 in Bischofsheim; † 12. September 1834 in Hanau) war ein deutscher Gutsbesitzer und Abgeordneter.

## Leben
Wachs war der Sohn des Hofgerichtssekretärs in Hanau August Franz Wachs und dessen Ehefrau Catharina Maria Phillippina geborene Höhler. Er war evangelisch-reformiert.
Wachs wurde zum Dr. phil. promoviert. Er war Vorsteher der Waisenhäuser in Hanau.
Politisch war er von 1810 bis 1813 Mitglied des Departementsrats und des Departements-Wahlkollegiums des Departements Hanau. Vom 11. Oktober 1810 bis zum 28. Oktober 1813 war er Mitglied der Ständeversammlung des Großherzogtums Frankfurt für das Departement Hanau und den Stand der Güterbesitzer.
Vom 2. Februar 1833 bis zum 18. März 1833 war er Mitglied der Kurhessischen Ständeversammlung als Deputierter für Hanau. Er vertrat gemäßigt liberale Positionen und war Verfasser der „Offenen Erklärung kurhessischer Staatsbürger“. Am 1. März 1834 wurde er in Hanau zu sechs Monaten Gefängnis verurteilt.